# The Barbarian (1933)
The Barbarian, também conhecido como A Night in Cairo, é um filme dramático americano pré-Código de 1933, produzido e dirigido por Sam Wood e estrelado por Ramon Novarro e Myrna Loy. Escrito por Elmer Harris e Anita Loos, e baseado na peça The Arab, de Edgar Selwyn, de 1911, o filme é sobre uma turista americana no Egito que tem vários pretendentes, entre eles um guia árabe que é mais do que aparenta. O filme foi lançado em 12 de maio de 1933 nos Estados Unidos pela Metro-Goldwyn-Mayer. A peça havia sido filmada anteriormente pela MGM como The Arab (1924) com Ramon Novarro e Alice Terry.

## Elenco
- Ramon Novarro como Jamil El Shehab
- Myrna Loy como Diana Standing
- Reginald Denny como Gerald Hume, noivo de Diana
- Louise Closser Hale como poderes
- C. Aubrey Smith como Cecil Harwood
- Edward Arnold como Achmed Pasha
- Blanche Friderici como Sra. Hume
- Marcelle Corday como Marthe
- Hedda Hopper como Sra. Loway
- Leni Stengel como Ilsa

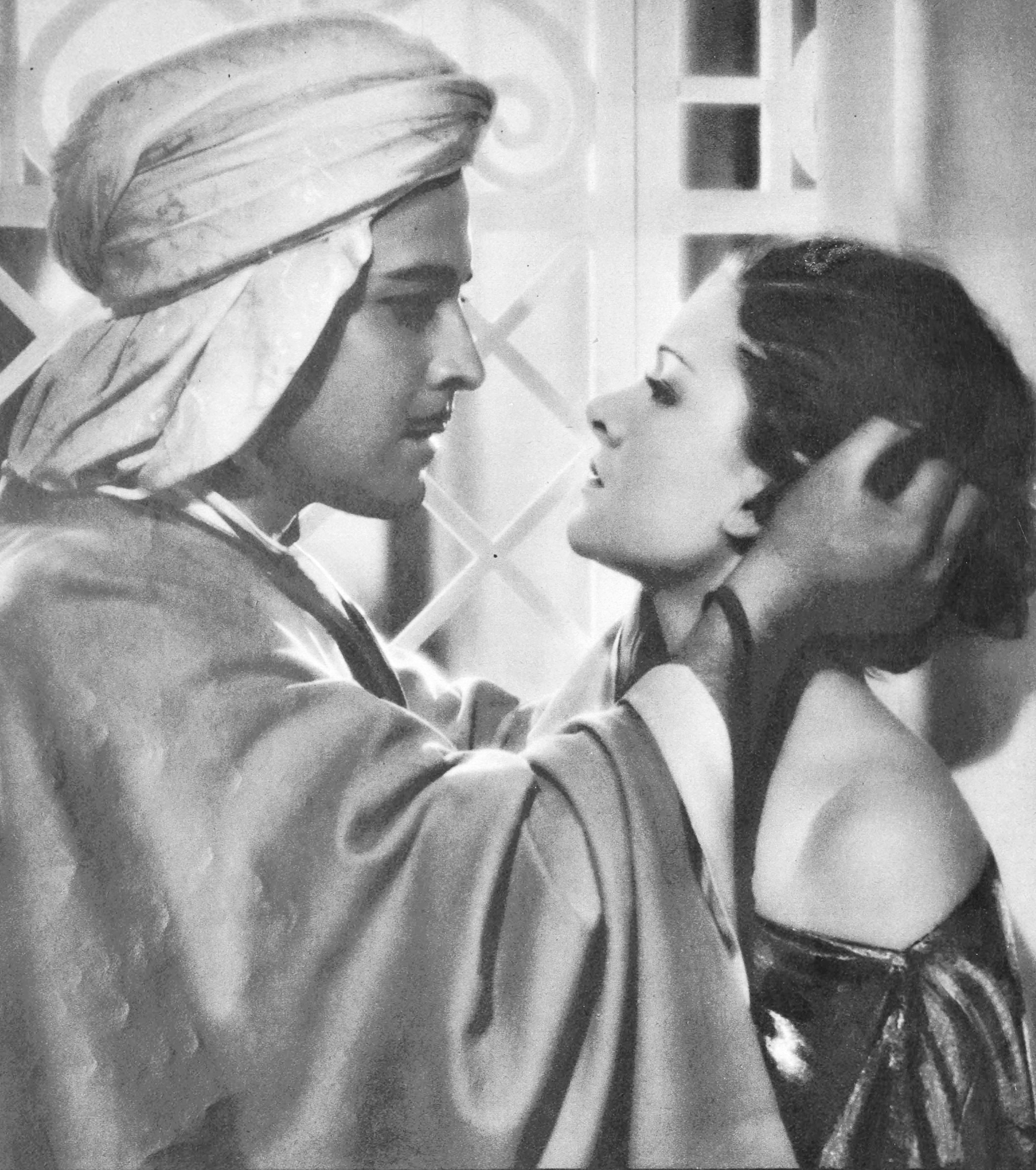
Ramon Novarro e Myrna Loy em

- Ramon Novarro e Myrna Loy em ''The Barbarian''Akim Tamiroff como Coronel (Não Creditado)